# Diersburg
Diersburg ist ein Ortsteil der Gemeinde Hohberg im Ortenaukreis in Baden-Württemberg.

## Geographie
Diersburg liegt zwischen den ersten Bergen des Schwarzwalds, rund 10 Kilometer südlich von Offenburg. Diersburg besteht aus den Ortsteilen Burggraben, Molkensumpf, Ruhbühl, Zinken Beim Schloss und den Höfen Meierhof, Schucken- und Fegerhof. Die Gemarkung hat eine Größe von 5,79 km².

### Nachbargemeinden
Die Grenze der Gemarkung verläuft im Norden gegen die Gemarkung Niederschopfheim, im Osten gegen Berghaupten und Bermersbach (Gengenbach), im Süden gegen Friesenheim und im Nordwesten gegen Oberschopfheim.

## Geschichte
Die Burg Diersburg wurde als „Stein zu Tiersperg“ 1197 erstmals urkundlich erwähnt. Das Dorf wurde 1257 als „Tiersperg“ erstmals in einer Straßburger Urkunde erwähnt. Es gehörte damals der Dynastie der Ritter von Geroldseck. 1279 erwarben die Ritter von Schwarzenberg den Ort und die Burg. Im 14. Jahrhundert ging Diersburg an die Markgrafschaft Baden, so dass es zu den älteren badischen Besitztümern gehört.
Das abgegangene Wasserschloss Diersburg wurde 1393 erstmals erwähnt und nach 1488 zerstört.
1455 kam Diersburg mit dem „Stein zu Diersburg“ an das altortenauische Adelsgeschlecht der Roeder. Diese Linie nennt sich seitdem Roeder von Diersburg und bewirtschaftet bis heute das Wein- und Forstgut Philippshof in Diersburg.
1668 wurde die Burg im Dreißigjährigen Krieg von den Franzosen endgültig zerstört und 1763 zur Steingewinnung abgetragen. Erst 1980 bis 1983 wurde die Ruine restauriert.
1773 wurde der Jüdische Friedhof in Diersburg errichtet. 1830 wurde eine jüdische Elementarschule gegründet. Diese wurde mit der Einführung der Simultanschulen im Großherzogtum Baden im Jahr 1876 wieder aufgelöst. Von 1801 bis 1956 gab es auch eine Synagoge und bis 1985 lag an der Talstraße 30 ein rituelles Bad. Diese wurde beim Novemberpogrom 1938 von SS- und SA-Männern aus Offenburg im Innenraum schwer beschädigt. Später zwang man die jüdische Gemeinde zum Verkauf der Synagoge an einen örtlichen Schreiner. Dieser brach sie 1956 ab und baute auf dem Grundstück eine Schreinerei.
Von 1755 bis 1974 wurde im Diersburger Bergwerk, dem „Schräckslistollen“, Kohle abgebaut.
Am 1. Januar 1973 wurde Diersburg im Zuge der Gemeindereform mit den ebenfalls ehemals selbstständigen Gemeinden Hofweier und Niederschopfheim zur Gemeinde Hohberg zusammengelegt.
In Diersburg gibt es ein „Goethehaus“, obwohl Goethe nie in Diersburg war. Friederike Brion, Goethes Sessenheimer Jugendliebe, hielt sich für einige Monate in der Familie von Pfarrer Marx auf. Marx war mit ihrer Schwester Salome verheiratet und betreute einige Jahre die Diersburger Pfarre, bevor er nach Meißenheim versetzt wurde.
Am 2. August 2022 wurde Diersburg von einem verheerenden Großbrand heimgesucht, hierbei wurden 6 Häuser zerstört. Der Brand fand im historischen Ortskern statt.

## Demographie
Einwohnerzahlen nach dem jeweiligen Gebietsstand.
| Jahr | Einwohnerzahl |
| ---- | ------------- |
| 1814 | 837           |
| 1834 | 1.128         |
| 1864 | 1.113         |
| 1913 | 1.057         |
| 1939 | 1.058         |
| 1961 | 1.254         |
| 1970 | 1.447         |

## Wappen
Das Wappen zeigt eine auf silbernem Felsgestein stehende goldene Gämse mit blauem Hintergrund.
Im 19. Jahrhundert erscheint im Siegel als Wappen der Gemeinde in einem Schild mit darüber schwebender Laubkrone eine Gämse, die auf dreibergartigem Felsgestein steht. Das Siegelbild widersprach wegen der Krone jedoch den Vorschriften. So schuf 1901 das Generallandesarchiv in Anlehnung an das Lacksiegel einer Urkunde von 1792 ein neues Wappen. 1967 wurden die Farben wie auch die Form von Berg und Gämse neu festgelegt. Das zur Beglaubigung einer Urkunde von 1317 verwendete Wachssiegel eines Tierspergers zeigt eindeutig einen Hirschkuhrumpf, den Hintergrund des späteren Diersburger Wappens.

## Kultur und Sehenswürdigkeiten

### Bauwerke
- Ruine Diersburg
- Rathaus von Diersburg
- Jüdischer Friedhof DiersburgSt. Carolus-Kirche

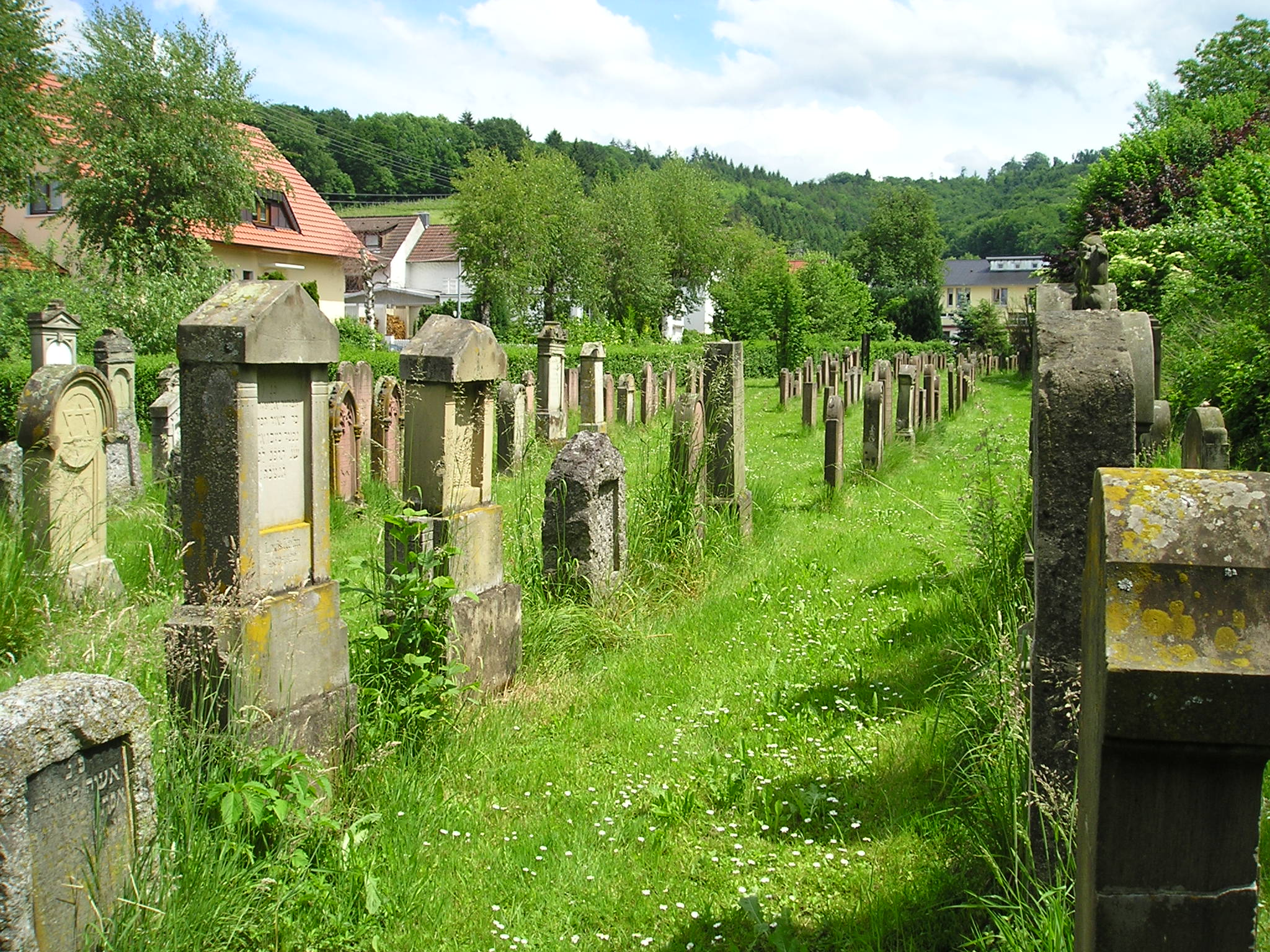
Jüdischer Friedhof Diersburg

- Museum im Weingut Roeder von Diersburg
- Jüdischer Friedhof
- Hohberger Bienenmuseum
- Kneipp-Anlage an der Talstraße

### Religionen
Im Gegensatz zu den Ortsteilen Hofweier und Niederschopfheim, an denen die Reformation vorbeizog, ist Diersburg evangelisch geprägt. Die einst eigenständigen Pfarrgemeinden Diersburg (St. Karl Borromäus), Hofweier (St. Gallus) und Niederschopfheim (St. Brigitta) sind mittlerweile mit den Nachbargemeinden Neuried und Schutterwald zu einer Seelsorgeeinheit zusammengefasst. Seit der Dekanatsreform am 1. Januar 2008 gehört Diersburg zum Dekanat Offenburg-Kinzigtal. Die Evangelische Gemeinde „Des guten Hirten“ in Diersburg ist außer für Hohberg auch für Oberschopfheim und Zunsweier zuständig.
Seit 1738 gab es in Diersburg auch eine jüdische Gemeinde, die Ende des 19. Jahrhunderts 190 Mitglieder hatte. Durch die Deportation der letzten jüdischen Bürger der Gemeinde wurde sie 1940 ausgelöscht.

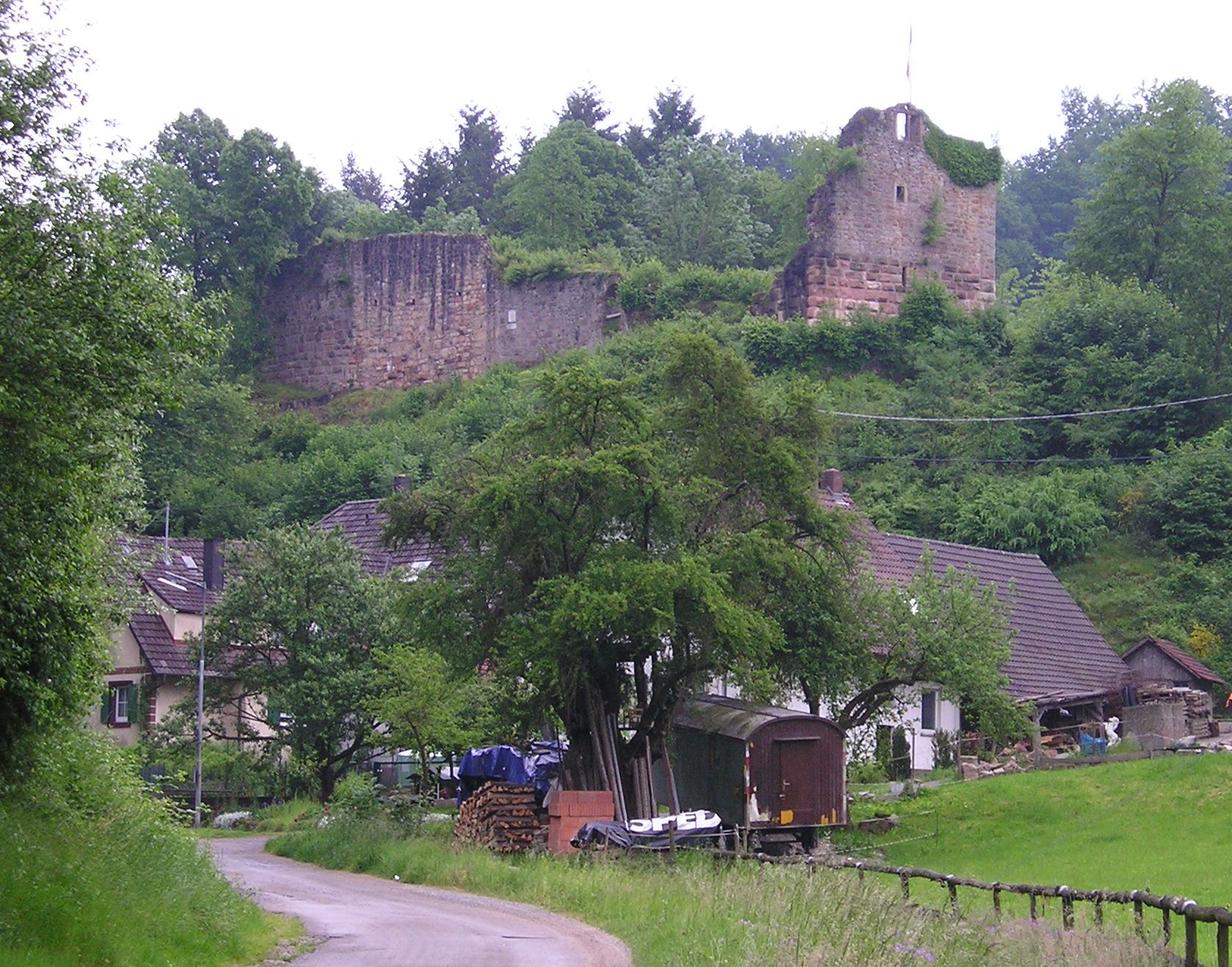
Ruine Diersburg

### Vereine

#### Schräckslizunft Diersburg

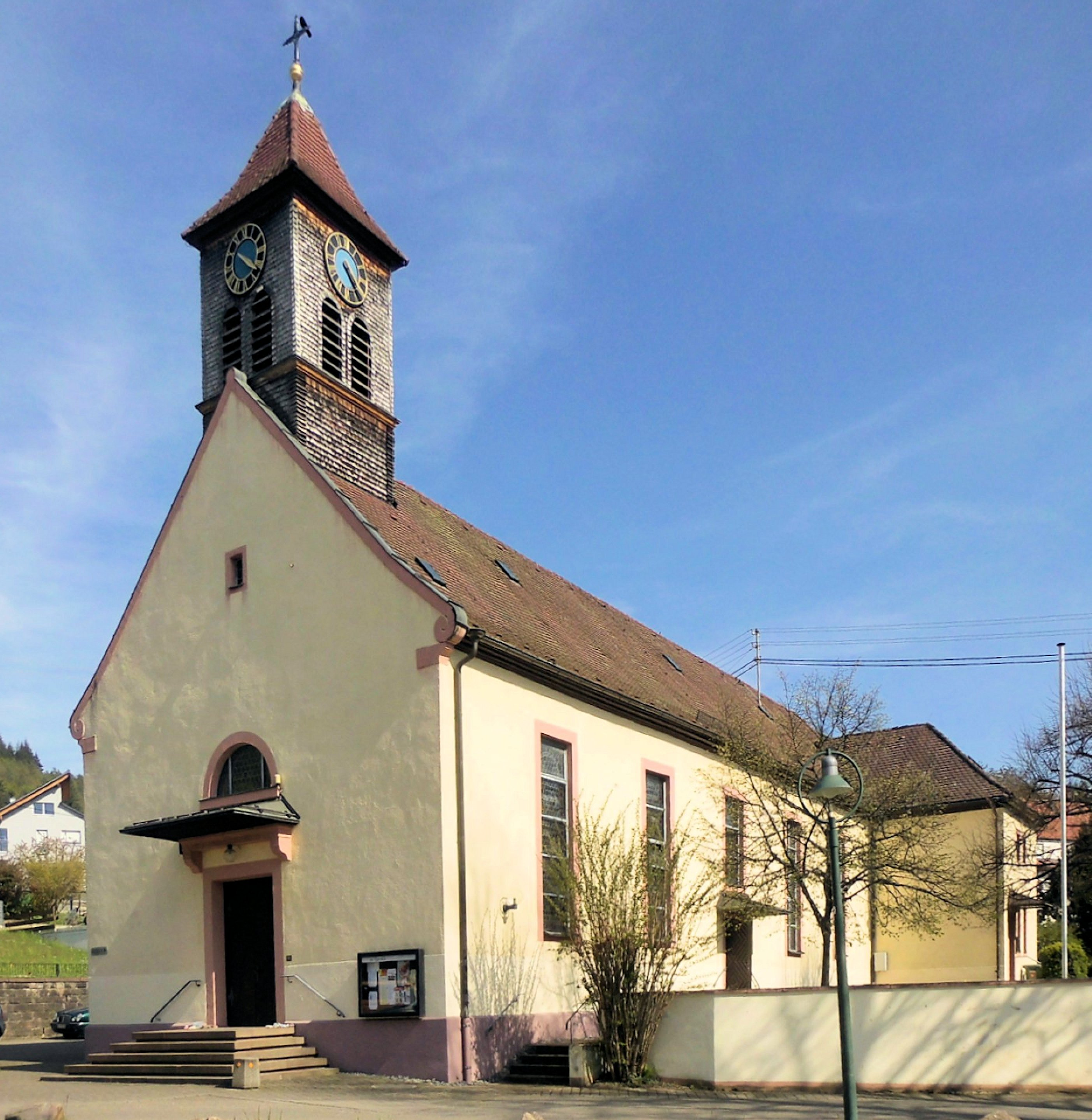
St. Carolus

Schon 1947 gab es eine Fasend in Diersburg. Damals zogen die lokalen Vereine, unterstützt von den Gastwirten, mit Wagen und Musik durch den Ort. 1958 wurde die Diersburger Narrenzunft gegründet, damals noch unter dem Namen „Schlossgeister“. 1976 folgte die Umbenennung und Wiedergründung als „Schräckslizunft“. Ein „Schräcksli“ ist ein von Flammen umloderter Gnom, der damals die Bergleute im ehemaligen Diersburger Kohlebergwerk erschreckt hat. Neben der Figur des „Schräcksli“ gab es nun auch die Hofgarde. Diese ist in die Nachwuchsgarde (ab 5. Schulklasse) und die Minigarde (ab 1. Schulklasse) unterteilt. Bereits 1977 wurden die Kosaken, eine Männergesangsgruppe, gegründet. 1981 war die Schräckslizunft eines der Gründungsmitglieder des Ortenauer Narrenbunds. 1986 gründete sich die Musikkapelle „Stollebloser“ in der Zunft, eine Bergwerkskapelle aus dem Diersburger Kohlebergwerk. 1993 kam die Figur des „Räbdroll“ dazu. Der „Räbdroll“ ist ein Troll aus dem Weinberg über dem Schräckslistollen, welche darauf geachtet hat, dass kein Unheil passiert und niemand zu früh aus dem Stollen kommt. 1998 wurde der Narrenkeller eingeweiht. Die Schräcksli pflegen eine enge Patenschaft mit der Narrenzunft Höllteufel Reichenbach, die Räbdrolle sind die Patenzunft der Beiabsäger Hofier. Heute hat die Schräckslizunft über 380 Mitglieder, davon sind über 200 aktive Mitglieder.

#### Weitere Vereine
Weitere Vereine in Diersburg sind der Förderverein Grundschule Diersburg, die Freiwillige Feuerwehr, der Freundeskreis der Straßenhunde in Campulung, der Imkerverein, die katholische Frauengemeinschaft, die katholische Junge Gemeinde, der Musikverein, der Posaunenchor, die Schlepperfreunde, der Singkreis, den SV Diersburg, den Tennisclub, der Turnverein und den Sozialverband VDK.

## Wirtschaft und Infrastruktur

### Medien
Der Ortsteil war schon Drehort für den Film Die Kirche bleibt im Dorf und die Fortsetzung Täterätää! – Die Kirche bleibt im Dorf 2, sowie einer Episode der ARD-Serie Die Nonne und der Kommissar.

### Bildung
In Diersburg gibt es eine Grundschule. Alle weiterführenden Schulen stehen in Gengenbach oder der nahe gelegenen Kreisstadt Offenburg zur Verfügung.

## Verkehr
Durch Diersburg führt die Kreisstraße 5326. 

## Persönlichkeiten

### Söhne und Töchter der Ortschaft
- Eduard Riehm (1830–1888), deutscher evangelischer Theologe
- Isaak Blum (1833–1903), deutscher Pädagoge und Naturwissenschaftler
- Hermann Ehrhardt (1881–1971), deutscher Marineoffizier